# Coulanges (Allier)
 Coulanges  es una población y comuna francesa, situada en la región de Auvernia, departamento de Allier, en el distrito de Moulins y cantón de Dompierre-sur-Besbre.

## Demografía
| 512 | 460 | 419 | 329 | 339 | 308 |
| Para los censos de 1962 a 1999 la población legal corresponde a la población sin duplicidades (Fuente: INSEE [Consultar]) |     |     |     |     |     |